# Entre deux sœurs
Entre deux sœurs (englischer Festivaltitel To Be Sisters) ist ein französischer Kurzfilm unter der Regie von Anne-Sophie Gousset und Clément Céard aus dem Jahr 2022. Der Film feiert am 20. Februar 2023 auf der Berlinale seine internationale Premiere in der Sektion Generation.

## Handlung
Schwestern lachen zusammen und lieben einander. Zwischen den beiden im Film gibt es noch mehr, und das ist gut so. Die Ältere zieht die jüngere durch das Spielzimmer. Die jüngere folgt ihr, bis sie selbst die Richtung bestimmen und ihre große Schwester mitnehmen kann.

## Produktion

### Filmstab
Regie führten Anne-Sophie Gousset und Clément Céard. Drehbuch und grafische Umsetzung stammen ebenfalls von Anne-Sophie Gousset. Die Musik komponierte Romain Trouillet, für den Filmschnitt war Hervé Guichard verantwortlich.

### Produktion und Förderungen
Produktionsfirma ist Folimages.

### Dreharbeiten und Veröffentlichung
Der Film feiert am 20. Februar 2023 auf der Berlinale seine internationale Premiere in der Sektion Generation.

## Auszeichnungen und Nominierungen
- 2023: Internationale Filmfestspiele Berlin

- 2023: Anima Festival 2023[3]